# Porphyrinia
Porphyrinia är ett släkte av fjärilar. Porphyrinia ingår i familjen nattflyn.

## Dottertaxa tillPorphyrinia, i alfabetisk ordning[1]
- Porphyrinia accedens
- Porphyrinia acervalis
- Porphyrinia aestivalis
- Porphyrinia afghana
- Porphyrinia aftob
- Porphyrinia agnella
- Porphyrinia albicans
- Porphyrinia albida
- Porphyrinia albidior
- Porphyrinia albina
- Porphyrinia albipennis
- Porphyrinia albipurpurea
- Porphyrinia albivestalis
- Porphyrinia albobasalis
- Porphyrinia aliena
- Porphyrinia alpina
- Porphyrinia amabilis
- Porphyrinia amasina
- Porphyrinia anachoresis
- Porphyrinia apicipunctalis
- Porphyrinia arenosa
- Porphyrinia argillacea
- Porphyrinia arida
- Porphyrinia basialbida
- Porphyrinia bifasciata
- Porphyrinia bilineata
- Porphyrinia bistellata
- Porphyrinia bivitta
- Porphyrinia boursini
- Porphyrinia brunnescens
- Porphyrinia brygooi
- Porphyrinia bulla
- Porphyrinia caduca
- Porphyrinia caelestis
- Porphyrinia caid
- Porphyrinia calida
- Porphyrinia candicans
- Porphyrinia candidana
- Porphyrinia cantabrica
- Porphyrinia carneola
- Porphyrinia carneotincta
- Porphyrinia carthami
- Porphyrinia chalybea
- Porphyrinia chlorotica
- Porphyrinia cinerina
- Porphyrinia cochylioides
- Porphyrinia compuncta
- Porphyrinia concinnula
- Porphyrinia confusa
- Porphyrinia confuscata
- Porphyrinia conistrota
- Porphyrinia conspersa
- Porphyrinia convergens
- Porphyrinia cremorna
- Porphyrinia crocea
- Porphyrinia curvilinea
- Porphyrinia cypriaca
- Porphyrinia cyrenaea
- Porphyrinia dalmatina
- Porphyrinia dannehli
- Porphyrinia debilis
- Porphyrinia decolorata
- Porphyrinia deleta
- Porphyrinia demba
- Porphyrinia densata
- Porphyrinia derogata
- Porphyrinia derufata
- Porphyrinia deserta
- Porphyrinia deserti
- Porphyrinia dividens
- Porphyrinia divisa
- Porphyrinia draudti
- Porphyrinia eburnea
- Porphyrinia egestosa
- Porphyrinia elychrysi
- Porphyrinia emir
- Porphyrinia ephimera
- Porphyrinia epigramma
- Porphyrinia ernesti
- Porphyrinia exigua
- Porphyrinia extranea
- Porphyrinia extraria
- Porphyrinia faroulti
- Porphyrinia frigida
- Porphyrinia fugitiva
- Porphyrinia fumosa
- Porphyrinia glyphicata
- Porphyrinia gracilis
- Porphyrinia grata
- Porphyrinia gratiosa
- Porphyrinia grattissima
- Porphyrinia griseata
- Porphyrinia griseola
- Porphyrinia grisescens
- Porphyrinia gueneei
- Porphyrinia guichardi
- Porphyrinia hansa
- Porphyrinia himmighoffeni
- Porphyrinia ignefusa
- Porphyrinia illota
- Porphyrinia imperialis
- Porphyrinia impura
- Porphyrinia inconspicua
- Porphyrinia infuscata
- Porphyrinia innocens
- Porphyrinia intensa
- Porphyrinia intermedia
- Porphyrinia jocularis
- Porphyrinia khalifa
- Porphyrinia kindermannii
- Porphyrinia kruegeri
- Porphyrinia lacteola
- Porphyrinia latescens
- Porphyrinia lenis
- Porphyrinia leonata
- Porphyrinia leucanides
- Porphyrinia leucodesma
- Porphyrinia leucota
- Porphyrinia louisiadensis
- Porphyrinia lozostropha
- Porphyrinia luteoalba
- Porphyrinia lutosa
- Porphyrinia maraschensis
- Porphyrinia mardina
- Porphyrinia marginata
- Porphyrinia marginula
- Porphyrinia marmaropa
- Porphyrinia microptera
- Porphyrinia minuta
- Porphyrinia minutata
- Porphyrinia mozabitica
- Porphyrinia munda
- Porphyrinia murati
- Porphyrinia nejdi
- Porphyrinia nelvai
- Porphyrinia nives
- Porphyrinia nivescens
- Porphyrinia noctualis
- Porphyrinia noctuelioides
- Porphyrinia nucha
- Porphyrinia nuda
- Porphyrinia nuga
- Porphyrinia numida
- Porphyrinia nuristana
- Porphyrinia nymphodora
- Porphyrinia obscura
- Porphyrinia ochreola
- Porphyrinia olivescens
- Porphyrinia ostrina
- Porphyrinia pallida
- Porphyrinia pallidula
- Porphyrinia pannonica
- Porphyrinia paradisea
- Porphyrinia parallela
- Porphyrinia parva
- Porphyrinia parvoides
- Porphyrinia parvula
- Porphyrinia paula
- Porphyrinia peralba
- Porphyrinia peralbida
- Porphyrinia perlana
- Porphyrinia permixta
- Porphyrinia pernivea
- Porphyrinia phoenissa
- Porphyrinia polygramma
- Porphyrinia popovi
- Porphyrinia porphyrina
- Porphyrinia prochitana
- Porphyrinia proxima
- Porphyrinia pseudepistrota
- Porphyrinia pseudostrina
- Porphyrinia pseudoviridis
- Porphyrinia psilogramma
- Porphyrinia pudorina
- Porphyrinia pulchra
- Porphyrinia pura
- Porphyrinia purinula
- Porphyrinia purpurata
- Porphyrinia purpurina
- Porphyrinia purrulenta
- Porphyrinia pusilla
- Porphyrinia quadrinotata
- Porphyrinia quinquelinealis
- Porphyrinia ragusana
- Porphyrinia ragusoides
- Porphyrinia ramburi
- Porphyrinia rectifascia
- Porphyrinia rhodocraspis
- Porphyrinia rivula
- Porphyrinia rosea
- Porphyrinia roseana
- Porphyrinia roseonivea
- Porphyrinia rosina
- Porphyrinia rosita
- Porphyrinia rubefacta
- Porphyrinia rufata
- Porphyrinia rushi
- Porphyrinia salangi
- Porphyrinia sarcosia
- Porphyrinia schawerdae
- Porphyrinia schernhammeri
- Porphyrinia secunda
- Porphyrinia seminivea
- Porphyrinia semiochrea
- Porphyrinia sinuata
- Porphyrinia siticuosa
- Porphyrinia skafiota
- Porphyrinia squalida
- Porphyrinia straminea
- Porphyrinia striantula
- Porphyrinia striata
- Porphyrinia subrosea
- Porphyrinia substrigula
- Porphyrinia subterminalis
- Porphyrinia subvenata
- Porphyrinia suffusa
- Porphyrinia suppuncta
- Porphyrinia suppura
- Porphyrinia symphona
- Porphyrinia taftana
- Porphyrinia thasia
- Porphyrinia trachycornis
- Porphyrinia transmittens
- Porphyrinia trifasciata
- Porphyrinia uniformis
- Porphyrinia vestalis
- Porphyrinia viettei
- Porphyrinia violetta
- Porphyrinia virginalis
- Porphyrinia virginea
- Porphyrinia viridis
- Porphyrinia viridula
- Porphyrinia wollastoni
- Porphyrinia zerny